# Olapa jacksoni
Olapa jacksoni är en fjärilsart som beskrevs av Collenette 1957. Olapa jacksoni ingår i släktet Olapa och familjen tofsspinnare. Inga underarter finns listade i Catalogue of Life.